# Red Haired Alibi
Red-Haired Alibi è un film del 1932 diretto da Christy Cabanne.
Si tratta del primo lungometraggio a figurare l'attrice bambina Shirley Temple nei crediti.

## Trama
Una giovane donna, Lynn Monith, arriva a Manhattan e viene assunta dal simpatico ed affascinante Trent Travers come collaboratrice. Nel tempo scopre che Travers è un gangster. Dopo che i suoi crimini hanno compreso anche l'omicidio, la polizia la esorta a lasciarlo per proteggersi. Si costruisce così una nuova vita a White Plains e sposa Bob Shelton, vedovo con una figlia di quattro anni, Gloria. Tuttavia, una notte, Lynn lascia Bob alla Grand Central Station a Manhattan, e viene vista da Travers, che minaccia di rivelare il suo passato a meno che non gli dia una grossa somma in modo che possa lasciare il paese.
La notte successiva, Lynn incontra Travers in un ristorante, come avevano concordato, ma si rifiuta di pagare, gli spara e fugge. Travers viene trovato ucciso poco dopo. Un cameriere ha sentito parte della loro conversazione e informa la polizia. La polizia affronta Lynn nella sua casa di White Plains. Lynn confessa e consegna la sua pistola. Tuttavia, il proiettile che ha ucciso Travers è stato sparato da una pistola di calibro diverso. La polizia si rende conto che Lynn è innocente.